# Pomacea bridgesii
A ampulária-dourada (Pomacea bridgesii) é um molusco gastrópode da família Ampullaridae.

## Descrição
A ampulária-dourada (Pomacea bridgesi) é o caramujo mais “famoso” dos aquários do mundo, primeiro pelo seu tamanho, passando facilmente dos 10cm quando adulta, pela sua cor amarela e por sua voracidade por algas. A Ampulária não é um animal hermafrodita , portanto necessita-se de um casal para a reprodução . Seus ovos são colocados fora da água em um casulo em forma de cacho de uvas, depois os filhotes nascem e caem na água. A Ampulária, prefere algas porém se este alimento faltar ou se ela simplesmente estiver com vontade irá comer plantas, preferindo as mais moles e menores (carpetes de Cuba ou Glossos podem sofrer). Ela também vive em aguas alcalinas, com uma faixa de ph que vai de 6.8 até 7.4. 

Juvenile